# جان مارتین ویسنته
جان مارتین ویسنته (انگلیسی: Jon Martín؛ زادهٔ ۲۳ آوریل ۲۰۰۶) بازیکن فوتبال اهل اسپانیا است.
از باشگاه‌هایی که در آن بازی کرده است می‌توان به باشگاه فوتبال رئال سوسیداد اشاره کرد.
وی همچنین در تیم‌های ملی فوتبال زیر ۱۶ سال اسپانیا، زیر ۱۷ سال اسپانیا و زیر ۱۸ سال اسپانیا بازی کرده است.